# Yves Gagnon
Yves Gagnon, né en 1954, est un écrivain, jardinier, semencier, enseignant et conférencier québécois,.

## Biographie
Yves Gagnon commence ses études dans le domaine de la restauration à l'Institut de tourisme et d'hôtellerie du Québec. Il déménage ensuite à Creston, en Colombie-Britannique, où il expérimente la culture fruitière et légumière.
En 1980, il revient s'installer au Québec avec sa conjointe Diane Mackay, plus précisément à Saint-Didace, dans la région de Lanaudière. Ensemble, ils mettent sur pied les Jardins du Grand-Portage, des « jardins écologiques dans lesquels on trouve des jardins anglais et orientaux, des jardins de légumes et d'herbes, des jardins d'eau et un petit verger domestique ». Depuis 1990, les Jardins du Grand-Portage sont ouverts au public.
En tant que chroniqueur horticole, il collabore à plusieurs revues dont Humus, Quatre-temps, Mon jardin et mon potager, Fleurs, Plantes et Jardins, le Guide-Ressources et Bio-Bulle, en plus d'avoir participé à l'émission La Semaine Verte de Radio-Canada durant dix ans.
Pendant plus de 25 ans, il enseigne la culture écologique. Il donne également des formations et des conférences à propos du jardinage écologique et autres sujets connexes,.
En prolongement de l'agriculture et de l'horticulture, la littérature est pour lui un moyen de partager « son expérience et sa passion pour le monde végétal et l'écologie ». Une fois que tous les exemplaires de son premier livre, Introduction au jardinage écologique, se sont écoulés, il remplace le titre pour Le jardinage écologique. En 2007, cette version est rééditée dans une version revue et corrigée et devient finalement Le jardin écologique. Il publie plusieurs autres ouvrages à ce sujet, puis se tourne ensuite vers la chronique, la littérature jeunesse, la poésie, le journal intime et la cuisine. Il publie deux recueils de poésie : Terre cuite. Ambiance climatique et Écorchis, respectivement chez Colloïdales et Planète rebelle.
La plupart de ses livres sont publiés chez Colloïdales, une maison d'édition qu'il crée avec sa femme qui publie « des ouvrages étoffés et rigoureux sur l'environnement, l'alimentation, l'herboristerie et la culture écologique ».
En 2017, il remporte le Prix Henry-Teuscher, qui récompense « une personne dont les réalisations contribuent, de façon significative, à l'avancement de l'horticulture au Québec ».
Il est aussi le père de la comédienne et autrice Mylène Mackay.

## Œuvres

### Poésie
- Terre cuite. Ambiance climatique, Saint-Didace, Colloïdales, 2009, 78 p.  (ISBN 978-2-9810274-1-2 et 2-9810274-1-7).
- Écorchis, Montréal, Planète rebelle, 2015, 96 p.  (ISBN 9782924174562).

### Journaux intimes
- Les mots de la Terre, illustrations de Melika Bazin, Saint-Didace, Colloïdales, 2021, 316 p.  (ISBN 9782981027467).

### Horticulture et agriculture
- Introduction au jardinage écologique, Mandeville, Presses à foin, 1984, 165 p.
- La culture écologique pour petites et grandes surfaces, Saint-Didace, Colloïdales, 1990, 224 p.  (ISBN 2-9801359-8-4).
- La culture écologique des plantes légumières, Saint-Didace, Colloïdales, 2012, 322 p.  (ISBN 978-2-9810274-3-6).
- Le jardin écologique, Saint-Didace, Colloïdales, 2021 (1er éd. 1994), 255 p.  (ISBN 9782981027450 et 9782980135927).

### Cuisine
- Le festin quotidien : gastronomie santé locale et responsable, Saint-Didace, Colloïdales, 2016, 286 p.  (ISBN 9782981027429).

### Chroniques
- Manifeste pour une consommation réfléchie : une solution simple aux problèmes complexes, avec Diane Mackay, Montréal, Initiative planétaire du Québec, 1983, 42 p.
- Un seul jardin, avec Diane Mackay, Saint-Didace, Colloïdales, 2006, 220 p.  (ISBN 2-9801359-5-X).
- Autour de la terre : du jardin, de la table, de la vie, du monde, du pays, Québec, Éditions MultiMondes, 2014, 159 p.  (ISBN 9782895444688).

### Jeunesse
- Un jardin avec Aristott, avec Marie-Louise Vallée, Saint-Didace, Colloïdales, 1994, 56 p.  (ISBN 9782980135934 et 2980135933).

## Prix et honneurs
- 2003 : Médaille de l'Assemblée nationale[12]
- 2017 : lauréat du Prix Henry-Teuscher[13]